# John Julius Angerstein
John Julius Angerstein (San Pietroburgo, 1732 – Londra, 1823) è stato un imprenditore russo.
Emigrato in Inghilterra da San Pietroburgo, raccolse una notevole collezione artistica, che fu acquistata dal governo nel 1824 e raccolta in quella che sarebbe divenuta la National Gallery.